# Nombre póstumo

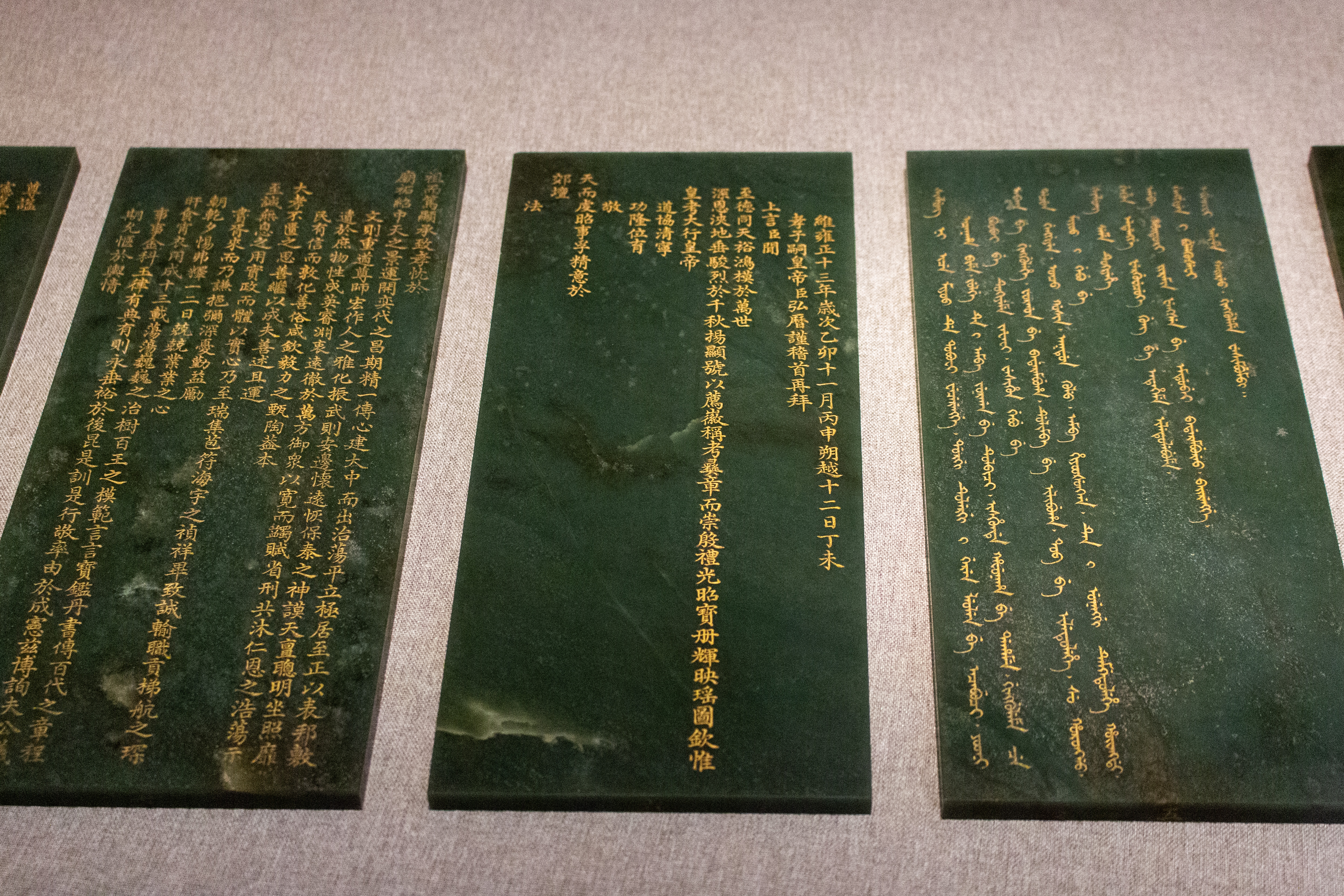
Libro póstumo de Jade de Jaspe del emperador Zongxian en el año 13 del reinado de Yongzheng, fotografiado en la "Exposición de reliquias culturales de la Ciudad Prohibida de Yongzheng" en el Museo Fengxian de Shanghai.

Un nombre póstumo es un nombre honorífico dado a la realeza, nobleza o a miembros reconocidos de la sociedad, en algunas culturas, luego de que esta persona ha muerto. Su uso era frecuente cuando se nombraba a miembros de la realeza china, coreana, vietnamita y japonesa. En China y Vietnam eran dados para honrar la vida de personas que no tenían títulos hereditarios, como por ejemplo los cortesanos.
En la tradición japonesa, el emperador recibe un nombre póstumo acorde a su reinado. A una persona que no pertenece a la realeza se le puede otorgar un nombre póstumo budista, en este caso es llamado Kaimyo, aunque en la práctica generalmente se continúa usando el nombre que usó en vida.

## Historia
Tiene su origen en la dinastía china Zhou, los nombres póstumos fueron usados ocho siglos antes que los Nombres de Templos. La primera persona nombrada póstumamente fue Ji Chang, nombrado por su hijo Ji Fa, como el Rey Civil. Se dejó de utilizar durante la dinastía Qin y se retomó durante la dinastía Han, luego del deceso del Emperador Qin.